# Purwosari (Kelumbayan Barat)
Purwosari is een bestuurslaag in het regentschap Tanggamus van de provincie Lampung, Indonesië. Purwosari telt 1413 inwoners (volkstelling 2010).